# Parafia św. Katarzyny Aleksandryjskiej w Chebziu
Parafia św. Katarzyny Aleksandryjskiej w Chebziu – nieistniejąca parafia rzymskokatolicka w dekanacie rudzkim, w archidiecezji katowickiej.

## Okoliczności powstania parafii
W trosce o religijność mieszkańców Chebzia, ks. Edward Adamczyk, zwrócił się z prośbą do dyrekcji generalnej Gräfflich Schaffgotschesche Werke (Hrabiowskie Zakłady Schaffgotschów) o dotację na wybudowanie Domu Związkowego. Odległość dzieląca Chebzie od najbliższego kościoła wynosiła bowiem 20-30 minut. W 1911 roku ówczesny generalny dyrektor Bernard Stephan oddał wybudowany dom do użytku. W 1917 roku budynek zamieszkały Siostry Elżbietanki, które prowadziły w nim przedszkole katolickie. W 1927 roku mieszkańcy złożyli w kurii biskupiej petycję o utworzenie w Domu Związkowym kaplicy.
W 1939 roku powstał plan budowy kościoła, która miała rozpocząć się w roku następnym.  Wybuchła jednak wojna. Okupant niemiecki wypędził w 1942 roku  siostry elżbietanki. W latach 1942, 1958, 1959 prowadzona była korespondencja urzędowa o zwrot Kościołowi Domu Związkowego.  Walkę o zwrot mienia prowadził ks. Józef Szubert. Po zakończeniu wojny udało się powrócić siostrom zakonnym, które podjęły prace we własnym przedszkolu. W 1950 roku przedszkole zostało skonfiskowane przez władze państwowe.
W 1989 roku ks. Jan Małysek podjął starania o możliwość sprawowania mszy św. w byłym Domu Związkowym. W 1993 roku parafia w Goduli uzyskała bezterminową umowę użyczenia części magazynowej byłego Domu Związkowego. Tę część budynku adaptowano z przeznaczeniem na kaplicę. W czerwcu 1993 roku arcybiskup Damian Zimoń dokonał poświęcenia kaplicy w Chebziu.  Patronką kaplicy obrano św. Katarzynę Aleksandryjską.  W tym samym roku Chebzianie mogli przeżywać pierwszy Odpust we własnej kaplicy.  Na początku października 2005 roku ks. Krzysztof Wrodarczyk zwrócił się do Kurii Metropolitalnej w Katowicach o wydanie zezwolenia na stałe przechowywanie Najświętszego Sakramentu w kaplicy. 
W 2006 proboszcz Krzysztof Wrodarczyk podjął starania o erygowanie w Chebziu samodzielnej parafii z własnym duszpasterzem. 24 lipca 2007 arcybiskup Damian Zimoń wydał dekret erygujący Parafię św. Katarzyny Aleksandryjskiej w Chebziu i mianował pierwszego proboszcza. Został nim ks. Krzysztof Szudok.  Obszar nowej parafii został wydzielony z terenu parafii Ścięcia św. Jana Chrzciciela w Goduli. Parafia liczy 1080 katolików.
Z dniem 1 września 2011r.parafia została zniesiona, a jej teren przyłączony do parafii pw. Ścięcia św. Jana Chrzciciela w Goduli.

## Proboszczowie
- ks. Krzysztof Szudok, 2007–2011